# Burscheid (Berkoth)
Burscheid ist ein Ortsteil der Ortsgemeinde Berkoth im Eifelkreis Bitburg-Prüm in Rheinland-Pfalz.

## Geographische Lage
Burscheid liegt südöstlich von Berkoth in einem Tal. Die Entfernung zum Hauptort beträgt rund 3,5 km. Der Ortsteil ist hauptsächlich von Waldgebieten umgeben; es gibt nur wenige landwirtschaftliche Nutzflächen. Westlich von Burscheid fließt der Berkother Bach, östlich des Ortes der Radenbach.

## Geschichte
Die erste bekannte Erwähnung des Ortsteils Burscheid erfolgte bereits im 12. Jahrhundert als molendium Buorsheit. 
Bis Ende des 18. Jahrhunderts gehörten die beiden Orte Burscheid und Berkoth zur luxemburgischen Herrschaft Neuerburg. Während der französischen Verwaltung (1795–1814) wurden sie von der Mairie Weidingen verwaltet, die zum Kanton Neuerburg im Departement der Wälder zählte.
Unter preußischer Verwaltung (nach 1815) gehörte die Orte zunächst zur Bürgermeisterei Weidingen im Kreis Bitburg (Regierungsbezirk Trier), von 1871 an zur Bürgermeisterei Baustert.
Am 1. Januar 2003 wurde die Gemeinde Burscheid nach Berkoth eingemeindet und ist heute ein Ortsteil.

## Wappen von Berkoth

Das Wappen der heute übergeordneten Gemeinde Berkoth wurde in Anlehnung an die vier Ortsteile der Gemeinde entworfen und stellt diese ebenfalls symbolisch dar.
Wappenbegründung: Im Schildhaupt sind Rot und Silber der Grafschaft Vianden zugrunde gelegt. Die vier Zinnen beziehen sich auf die Ortsteile Berkoth, Markstein, Heinischseifen und Burscheid. Der silberne Pfeil gilt als Attribut des Schutzpatrons Sebastian. Die Birke symbolisiert den Ortsnamen Berkoth. Die Axt nimmt Bezug auf das Roden von Wäldern.

## Kultur und Sehenswürdigkeiten

### Marienkapelle mit Gartenanlage
Die erste Kapelle des Ortes Burscheid stammte wohl aus dem 16. Jahrhundert. Diese fiel allerdings zahlreichen Baumaßnahmen zum Opfer und wurde abgetragen. Am Ende des 20. Jahrhunderts beschloss man dann, das ehemalige Gemeindehäuschen zu einer neuen Kapelle umzuwandeln. Es wurden Rundbogenfenster in romanischem Stil eingebaut und man wählte einen Kalkverputz sowie eine simple Einrichtung. Zentrales Element der Kapelle ist die Marienfigur auf einer Konsole. An den Innenwänden wurden Gemälde von Heiligen angebracht, die in dieser Region eine besondere Rolle finden. Es handelt sich um wiederentdeckte Gemälde aus einer Kirche der Nachbargemeinde, die zu diesem Zweck aufwendig restauriert wurden. Schließlich enthält die Marienkapelle noch einen handgeschnitzten Holzaltar.
Hinter der Kapelle befindet sich eine angelegte Fläche mit einer Einfassung aus Buchs- und Eiben. Sie enthält einige alte Kreuze und erinnert an einen Friedhof. Zudem gibt es einen Rosengarten mit Buchs- und Buchenhecken, der in seiner Gestalt an einen Klostergarten erinnert.

### Zahrenhof mit Backhaus
Hierbei handelt es sich um ein Quereinhaus mit einem später verlängerten Wirtschaftsteil. Das Gebäude entstand in der Zeit zwischen 1700 und 1780. Die Traufseite besitzt gekuppelte Fenster. Das Portal ist mit profilierten Werksteinrahmungen versehen, ebenso das darüber liegende Oberlicht. Das Türblatt des Hofes wurde handgeschnitzt und entstand um 1900. Gegenüber der Anlage befindet sich das ehemalige Backhaus. Dieses besitzt ebenfalls eine profilierte Türeinfassung und enthält, wie auch das Wohnhaus, noch den ursprünglichen Rauchfang aus dem 18. Jahrhundert.

### Grabkreuz mit Altar
In einem privaten Garten im Ort befindet sich ein Grabkreuz, das im oberen Teil aus Schiefer und im unteren Teil aus Sandstein gefertigt wurde. Das Kreuz wurde an der Stelle eines früheren Altars einer Kapelle errichtet. Der Altartisch trägt das IHS-Zeichen sowie das Oberteil eines Grabkreuzes. Dieses Grabkreuz enthält zwei Palmzweige, das Christusmonogramm, drei Nägel, einen Totenschädel und die Buchstabenfolge R I P. Im oberen Teil des Kreuzes befindet sich der Name „Keilen Theis von Burscheid“. Ebenfalls erhalten geblieben ist eine Figur der Kreuzigungsgruppe, die ebenfalls aus Schiefer gefertigt wurde. Das Abschlusskreuz des Altars stammt aus der Zeit zwischen 1830 und 1840.

### Unfallkreuz
Dieses Unfallkreuz befindet sich südlich von Burscheid am Waldrand. Es handelt sich um ein Steinkreuz mit der Inschrift „1838 JOHAN REISCH 1838 MARGRETA SCHARES“. Auf dem unteren Teil des Schaftes befindet sich ein Totenschädel, oberhalb der Inschrift eine Nische mit dem Bildnis der Mutter Gottes. Den Abschluss bildet ein Kreuz mit Corpus. Das Unfallkreuz stammt aus dem Jahre 1838. Der geschichtliche Hintergrund ist unbekannt.

### Ehemalige Mühle
Nordöstlich des Radenbaches wurde einst eine Mühle betrieben. Zeitlich lässt sich diese auf das Jahr 1886 datieren. Es liegen jedoch keine genaueren Angaben zur Nutzungsgeschichte vor.
Siehe auch: Liste der Kulturdenkmäler in Berkoth

Bildergalerie
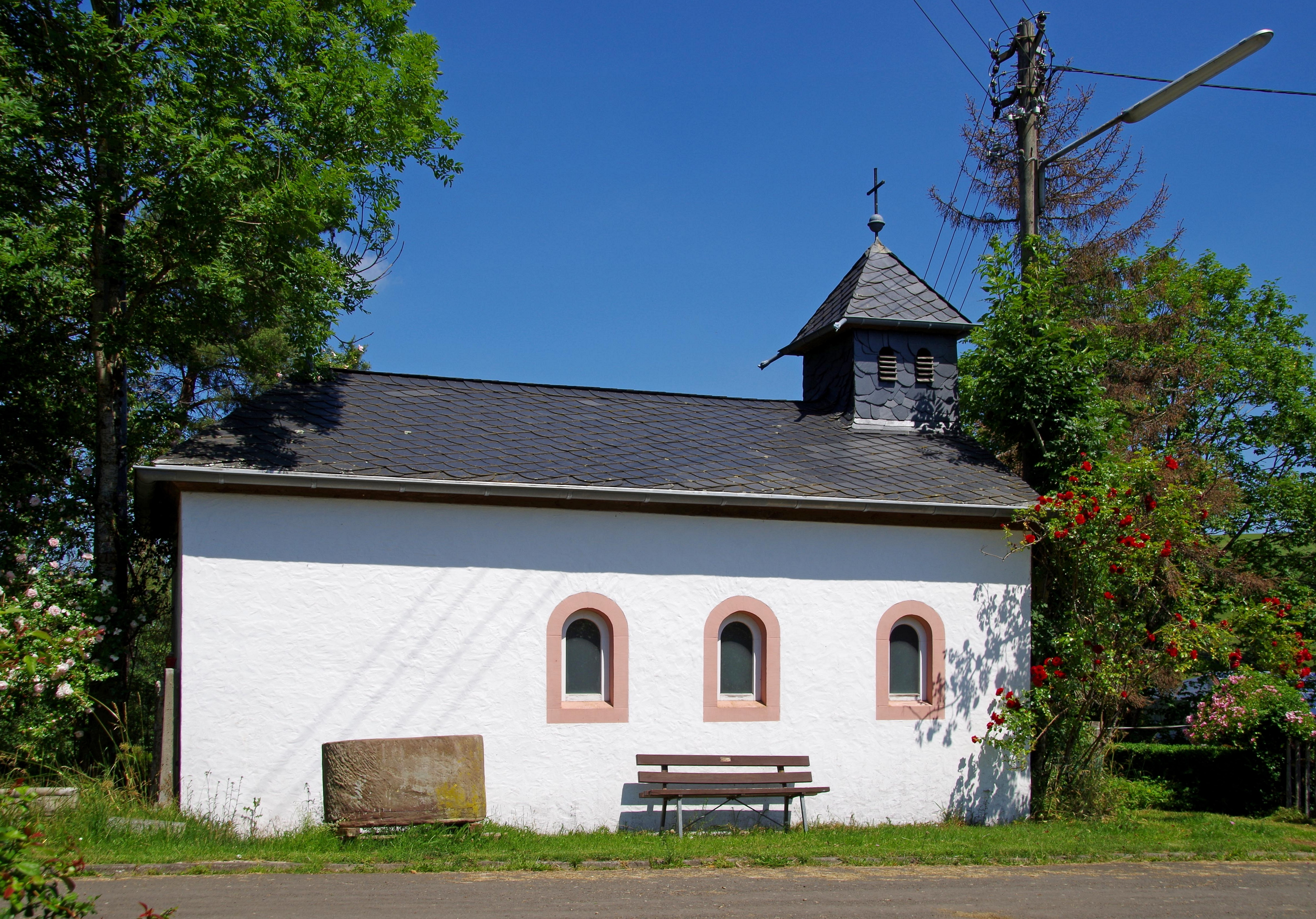
Marienkapelle – Seite
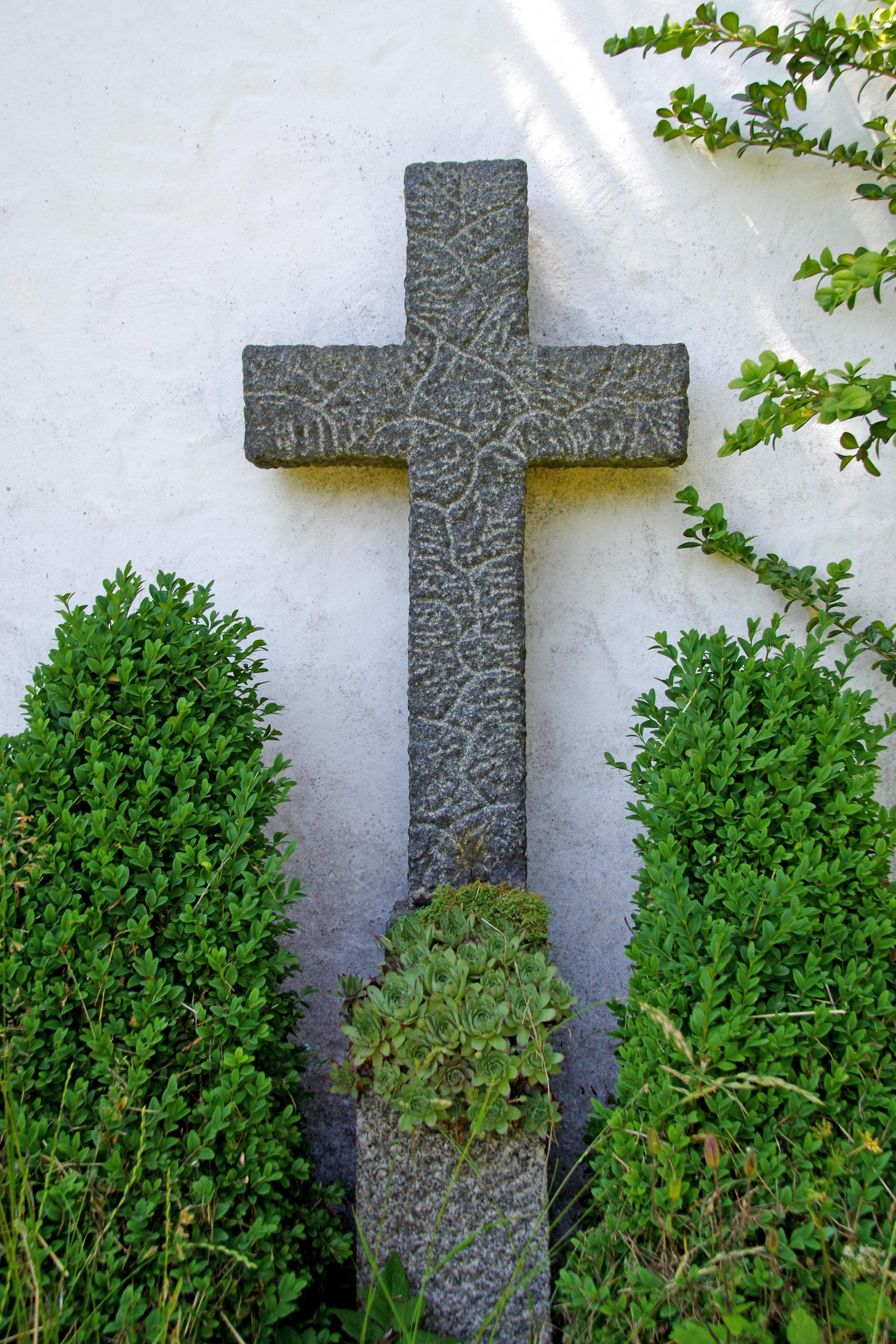
Granitkreuz an der Kapelle
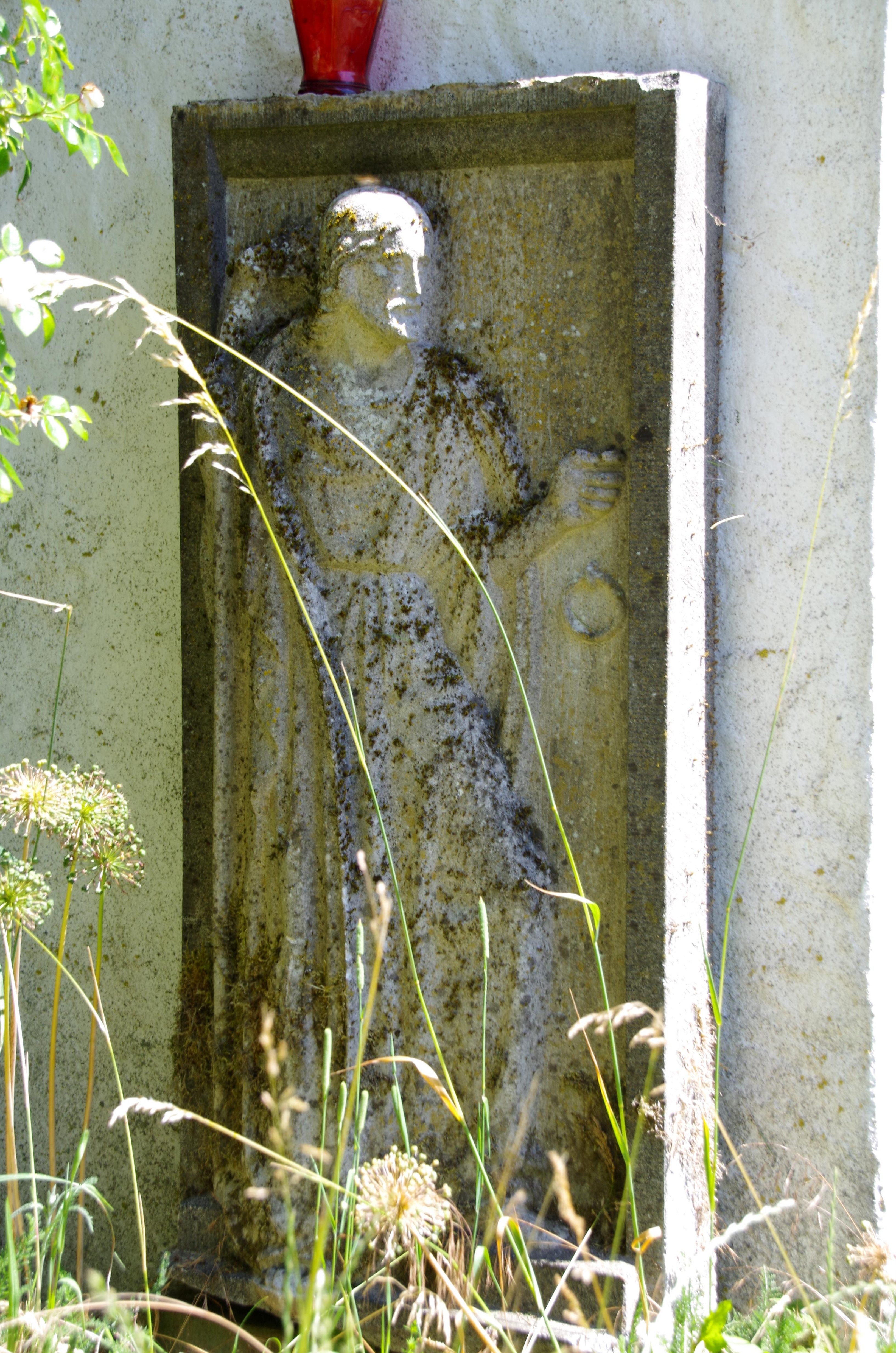
Reliefplatte an der Kapelle
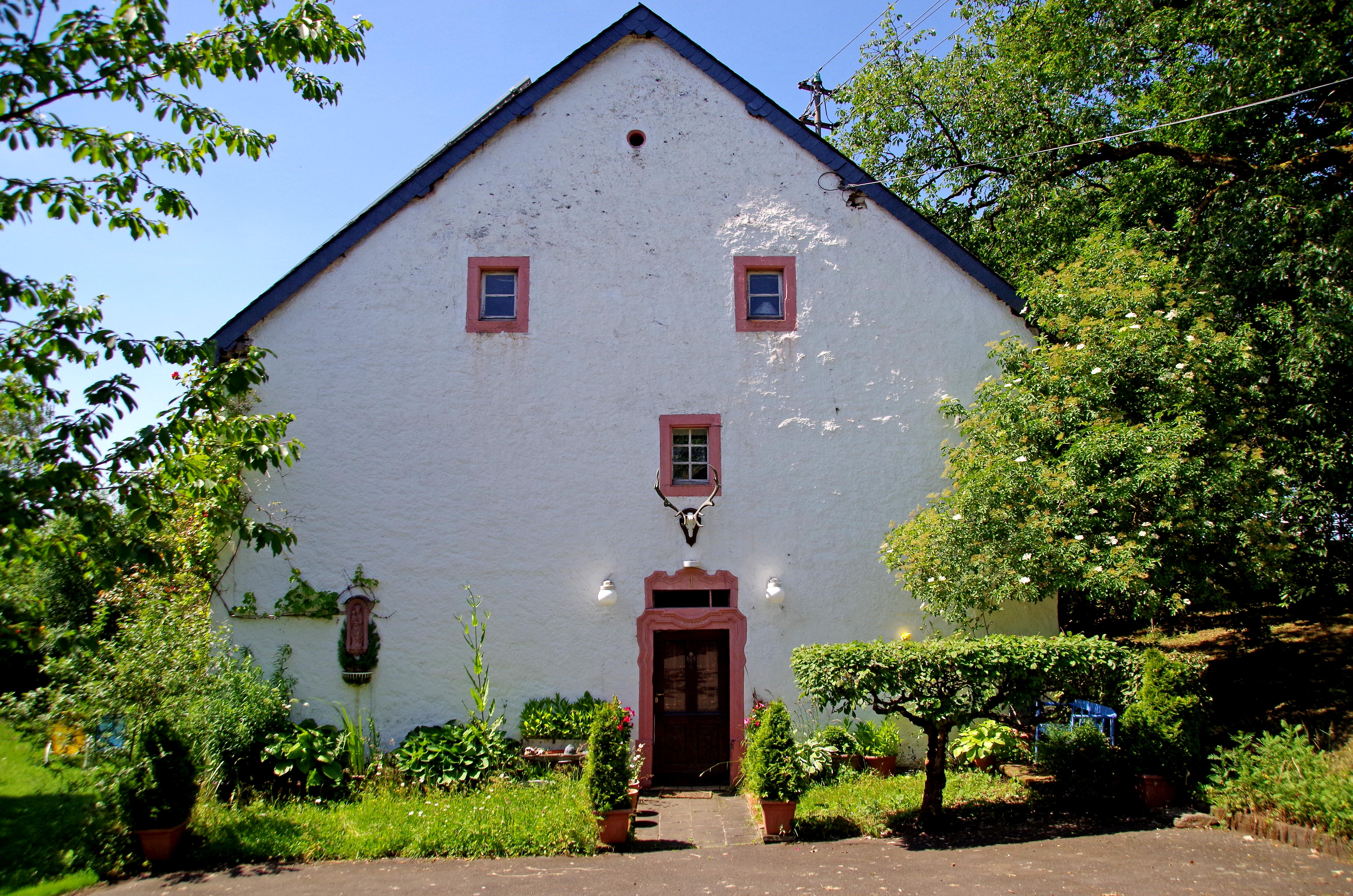
Zahrenhof – Giebel

## Naherholung und Verkehr

### Naturdenkmal
In Burscheid befindet sich eine Gruppe von drei Eichen. Das Alter eines Baumes wird mit rund 250 Jahren angegeben. Dieser weist eine Höhe von 18 m auf, eine Krone von 14 m sowie einen Umfang von 3,80 m. Die drei Eichen stehen unter Naturschutz und sind als Denkmal ausgewiesen.
Siehe auch: Liste der Naturdenkmale in Berkoth

### Wandern und Urlaub
Entlang von Burscheid verläuft der Wanderweg 92 des Naturpark Südeifel. Es handelt sich um einen Rundwanderweg mit einer Länge von 14 km durch die Orte Krautscheid und Berkoth. Highlights am Weg sind die landwirtschaftlich geprägte Kulturlandschaft und das jährliche Autocross-Rennen bei Krautscheid.
In Burscheid wird der Ferienhof Burscheider Hof für Urlauber betrieben.

### Verkehr
Burscheid ist durch die Kreisstraße 96 erschlossen. Diese führt von Berkoth bis in den Ortsteil Burscheid.